# 萨卢尔
萨卢尔（Salur），是印度安得拉邦Vizianagaram县的一个城镇。总人口48362（2001年）。

## 人口
该地2001年总人口48362人，其中男性23729人，女性24633人；0—6岁人口5744人，其中男2844人，女2900人；识字率58.54%，其中男性为68.39%，女性为49.05%。